# Distretto di Kladno

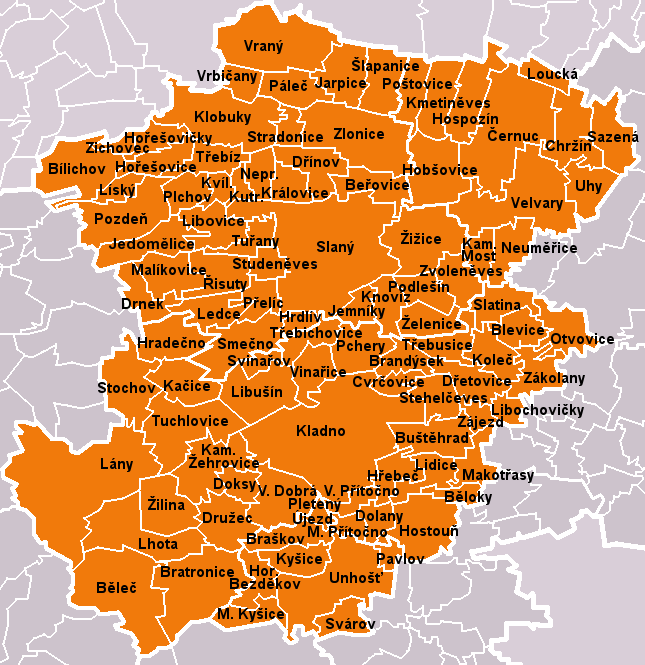
Comuni del distretto

Il distretto di Kladno (in ceco okres Kladno) è un distretto della Repubblica Ceca nella regione della Boemia Centrale. Il capoluogo di distretto è la città di Kladno.

## Geografia antropica
Il distretto conta 100 comuni:

### Città
- Buštěhrad
- Kladno
- Libušín
- Slaný
- Smečno
- Stochov
- Unhošť
- Velvary

### Comuni mercato
- Vraný
- Zlonice

### Comuni
- Běleč
- Běloky
- Beřovice
- Bílichov
- Blevice
- Brandýsek
- Braškov
- Bratronice
- Chržín
- Cvrčovice
- Černuc
- Doksy
- Dolany
- Drnek
- Družec
- Dřetovice
- Dřínov
- Hobšovice
- Horní Bezděkov
- Hořešovice
- Hořešovičky
- Hospozín
- Hostouň
- Hradečno
- Hrdlív
- Hřebeč
- Jarpice
- Jedomělice
- Jemníky
- Kačice
- Kamenné Žehrovice
- Kamenný Most
- Klobuky
- Kmetiněves
- Knovíz
- Koleč
- Královice
- Kutrovice
- Kvílice
- Kyšice
- Lány
- Ledce
- Lhota
- Libochovičky
- Libovice
- Lidice
- Líský
- Loucká
- Makotřasy
- Malé Kyšice
- Malé Přítočno
- Malíkovice
- Neprobylice
- Neuměřice
- Otvovice
- Páleč
- Pavlov
- Pchery
- Pletený Újezd
- Plchov
- Podlešín
- Poštovice
- Pozdeň
- Přelíc
- Řisuty
- Sazená
- Slatina
- Stehelčeves
- Stradonice
- Studeněves
- Svárov
- Svinařov
- Šlapanice
- Třebichovice
- Třebíz
- Třebusice
- Tuchlovice
- Tuřany
- Uhy
- Velká Dobrá
- Velké Přítočno
- Vinařice
- Vrbičany
- Zájezd
- Zákolany
- Zichovec
- Zvoleněves
- Želenice
- Žilina
- Žižice